# Ulotrichopus tessmanni
Ulotrichopus tessmanni là một loài bướm đêm trong họ Erebidae.